# Лейпциг (кінотеатр)
Кінотеа́тр «Ле́йпциг» — кінотеатр у Києві. Підпорядкований комунальному підприємству «Київкінофільм». Розташований у Святошинському районі Києва по проспекту Леся Курбаса, 8, єдиний кінотеатр на Борщагівці.
Кінотеатр орієнтований на прем'єри популярних фільмів.

## Історія
Кінотеатр названий на честь німецького міста-побратима Києва, був відкритий 30 жовтня 1974 року.
До 1991-го був одним із найзразковіших кінотеатрів столиці. У 1990-ті кінотеатр практично не функціонував. Після реставрації в 2005-муу кінотеатр знову почав демонструвати кінопрем'єри.

## Характеристика
Загальна кількість місць — 929. Кінотеатр має можливість демонструвати до 25 сеансів на день.
«Червоний» зал кінотеатру «Лейпциг» є одним із найбільших кінозалів в Києві й розрахований на 548 глядачів. Зал був відкритий 2006-го, фільми демонструються у форматі 3D.
«Синій зал», в якому 216 крісел, має другу назву «Європейський», на честь пісенного конкурсу «Євробачення-2005», який 2005 року приймав Київ, а також «Днів Європи в Україні». Обидва зали оснащені сучасною звуковою системою Dolby Digital, акустикою JBL і високоякісними панорамними екранами Perlux.
Кожен зал обладнаний комфортабельними кріслами, а задній ряд в обох залах обставлений кріслами й диванами на двох — Love Seats.
З травня 2016 року в кінотеатрі відкритий «Зелений зал» на 91 місце.
На першому поверсі розташований стилізований ресторан «Старий Лейпциг», а на другому — попкорн-бар.
Перед фасадом є автостоянка.
Працює щоденно з 10:00 до завершення останнього сеансу о 22:00.
Директорка закладу — Олена Алексанова.